# Dactylorhiza serbica
Dactylorhiza serbica là một loài thực vật có hoa trong họ Lan. Loài này được (H.Fleischm.) Soó mô tả khoa học đầu tiên năm 1962.